# Muntanyes de Poiana Ruscă

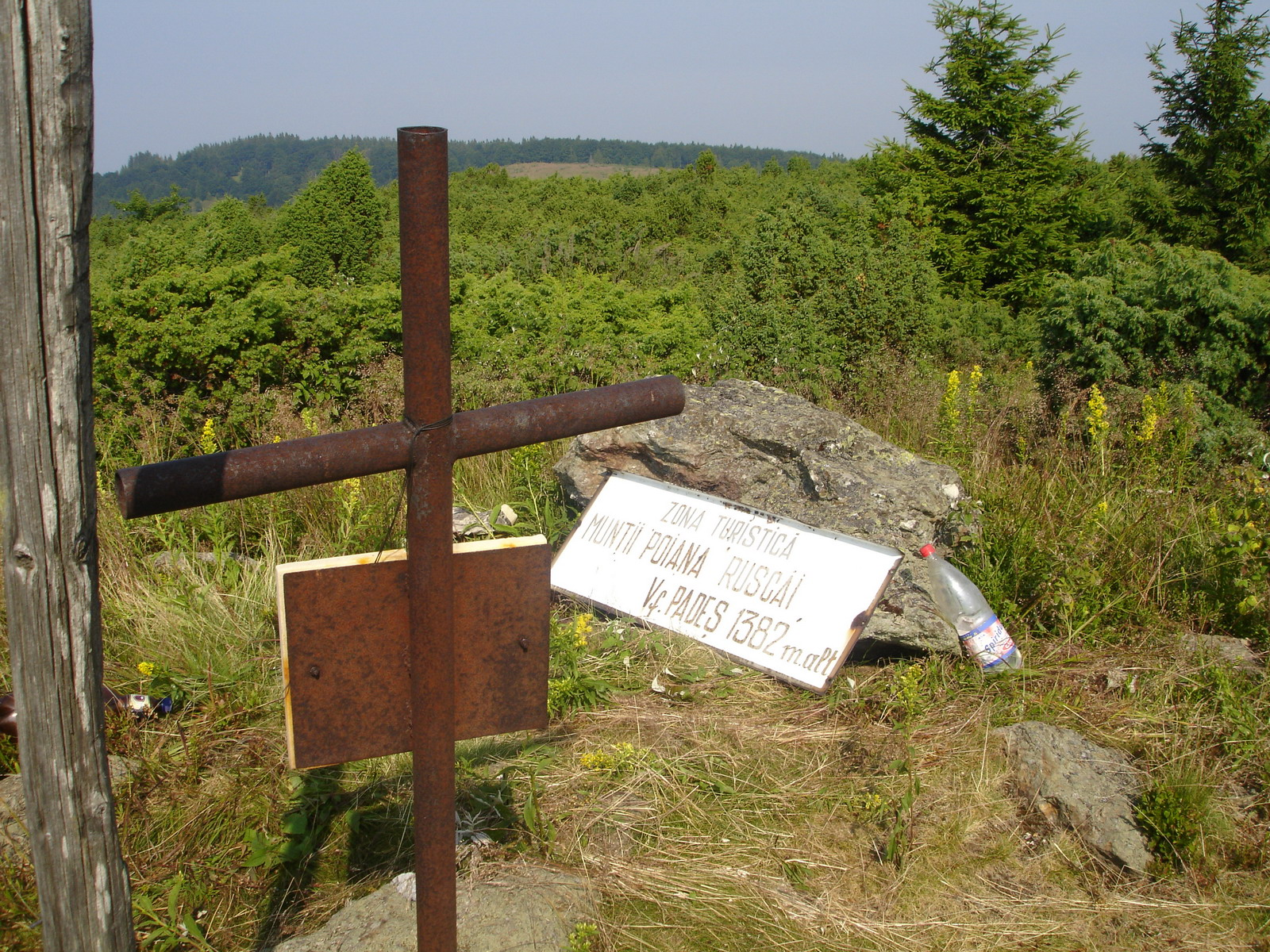
Al cim del pic de Padeș

Les muntanyes de Poiana Ruscă (part dels Carpats occidentals) són una serralada dels Carpats a l'oest de Romania. Les muntanyes estan situades aproximadament al sud del riu Mureș, al nord-est del riu Timiș i a l'oest del riu Strei. D'aquestes muntanyes neix el riu Bega. Les grans ciutats més properes són Lugoj, Hunedoara i Caransebeș.
Les muntanyes de Poiana Ruscă cobreixen una àrea d'uns 2.640 metres quiloquadrats, amb altituds mitjanes de 700 a 1.000 metres. El cim més alt és el Pic Padeș, a 1.382 metres.

## Mineria
Les muntanyes contenen recursos com magnetita, ferro, tori i plom, i com a tal són el lloc de moltes mines. Al segle xix, les muntanyes eren també centres d'extracció i producció d'or, plata i sal. Tanmateix, a partir de 1990 algunes mines van ser tancades i altres abandonades, deixant encara desprotegits les mines residuals i les mines radioactives a la serralada.

## Divisions de les muntanyes
- Poiana Ruscă (literalment: Ruscă Meadows)
- Altiplà de Lipova (Podișul Lipovei)
- Bega-Timiș Groove (Culoarul Bega-Timiș)
- Orăștie Groove (Culoarul Orăștiei), inclosa la depressió Hațeg (Depresiunea Hațegului)